# Строгино (футбольный клуб)
«Строгино́» — российский профессиональный футбольный клуб из одноимённого района города Москвы. С сезона 2013/14 выступает во Второй лиге. Домашние матчи проводит на стадионе «Янтарь».

## История
С 2004 года команда «Строгино» играла в Первенстве ЛФЛ/ЛФК.
22 ноября 2012 года СДЮСШОР № 94 «Рублёво» была переименовано в ГБУ «ФК „Строгино“» Москомспорта. Была образована старшая команда клуба для старта в первенстве ПФЛ, группа «Запад» с сезона 2013/14. Главным тренером стал Евгений Бушманов. В мае 2013 году ФК «Строгино» прошёл лицензирование для участия в Первенстве ПФЛ. Первый для москвичей матч в Первенстве ПФЛ 2013/14 закончился гостевым поражением от владимирского «Торпедо» (0:3), первая победа была одержана в 4-м туре в Твери над «Волгой» (1:0).
В дебютном сезоне москвичи одержали 11 побед в 32 матчах и заняли 11-е место. В Кубке России команда добралась до 1/64 финала, где уступила ФК «Долгопрудный» — 1:2 (в 1/256 финала был обыгран московский «Зенит» — 6:0, а в 1/128 финала — «Локомотив-2» — 2:1).
В сезоне 2014/15 команда под руководством Владимира Щербака начала с поражения в 1/256 финала Кубка России от липецкого Металлурга со счётом 0:2. В ПФЛ «Строгино» завоевал бронзовые медали.
При клубе развита система подготовки футболистов — имеется множество команд разных возрастов, входящих в структуру ДЮСШ ФК «Строгино».
«Строгино» был базовым клубом студенческой сборной России на Летней Универсиаде 2017 года, которой руководил тренер «Строгино» Алексей Шерстнёв.
Домашний стадион — «Янтарь» (вместимость — 2000), в сезоне 2021/22 — «Рублёво» (вместимость — 1200).

## Статистика выступлений
| Год     | Турнир                                           | Турнир                      | Место    | И  | В  | Н | П  | Мячи   | О  | Кубок                     | Бомбардир                       |
| ------- | ------------------------------------------------ | --------------------------- | -------- | -- | -- | - | -- | ------ | -- | ------------------------- | ------------------------------- |
| 2004    | Первенство ЛФЛ/ ЛФК                              | зона «Москва»               | 15 из 15 | 28 | 1  | 5 | 22 | 26-123 | 8  | —                         |                                 |
| 2005    | Первенство ЛФЛ/ ЛФК                              | зона «Москва», дивизион «Б» | 6 из 13  | 5  | 3  | 4 | 26 | 19-14  | 18 | —                         |                                 |
| 2006    | Первенство ЛФЛ/ ЛФК                              | —                           | —        | —  | —  | — | —  | —      | —  | 1/16 (ЛФК, «Москва»)      |                                 |
| 2007    | Первенство ЛФЛ/ ЛФК                              | зона «Москва», дивизион «Б» | 10 из 13 | 24 | 7  | 0 | 17 | 43-79  | 21 | 1/16 (ЛФК, «Москва»)      |                                 |
| 2008    | Первенство ЛФЛ/ ЛФК                              | —                           | —        | —  | —  | — | —  | —      | —  | 1/16 (ЛФК, «Москва»)      |                                 |
| 2010    | Первенство ЛФЛ/ ЛФК                              | зона «Москва», дивизион «А» | 15 из 15 | 28 | 1  | 1 | 26 | 10-98  | 4  | −                         |                                 |
| 2011/12 | Первенство ЛФЛ/ ЛФК                              | зона «Москва», дивизион «А» | 17 из 19 | 36 | 8  | 7 | 21 | 36-79  | 31 | 1/8 (ЛФК, «Москва»)       |                                 |
| 2012/13 | Первенство ЛФЛ/ ЛФК                              | зона «Москва»               | 13 из 13 | 12 | 1  | 1 | 10 | 7-41   | 4  | 1/8 (ЛФК, «Москва»)       |                                 |
| 2013/14 | Первенство ПФЛ/ Второй дивизион ФНЛ/ Вторая лига | зона «Запад»                | 11 из 17 | 32 | 11 | 6 | 15 | 37-39  | 39 | 1/64, 1/8 (ЛФК, «Москва») | Заерко (7 голов)                |
| 2014/15 | Первенство ПФЛ/ Второй дивизион ФНЛ/ Вторая лига | зона «Запад»                | из 16    | 30 | 16 | 6 | 8  | 39-29  | 54 | 1/128                     | Сутормин (9 голов)              |
| 2015/16 | Первенство ПФЛ/ Второй дивизион ФНЛ/ Вторая лига | зона «Запад»                | 9 из 15  | 28 | 8  | 9 | 11 | 35-32  | 33 | 1/256                     | Сергеев (8 голов)               |
| 2016/17 | Первенство ПФЛ/ Второй дивизион ФНЛ/ Вторая лига | группа «Запад»              | 11 из 14 | 26 | 5  | 8 | 13 | 18-42  | 23 | 1/128                     | Наседкин (4 гола)               |
| 2017/18 | Первенство ПФЛ/ Второй дивизион ФНЛ/ Вторая лига | группа «Центр»              | 9 из 14  | 26 | 11 | 3 | 12 | 38-37  | 36 | 1/128                     | Сергеев (16 голов)              |
| 2018/19 | Первенство ПФЛ/ Второй дивизион ФНЛ/ Вторая лига | группа «Центр»              | 13 из 14 | 26 | 5  | 2 | 19 | 21-45  | 17 | 1/128                     | Турсунов (4 гола)               |
| 2019/20 | Первенство ПФЛ/ Второй дивизион ФНЛ/ Вторая лига | группа «Центр»              | 12 из 14 | 17 | 5  | 2 | 10 | 15-28  | 17 | 1/256                     | Костюков, Погорелов (по 4 гола) |
| 2020/21 | Первенство ПФЛ/ Второй дивизион ФНЛ/ Вторая лига | группа 3                    | 6 из 16  | 30 | 15 | 3 | 12 | 51-42  | 48 | 1/256                     | Агалаков, Костюков (по 9 голов) |
| 2021/22 | Первенство ПФЛ/ Второй дивизион ФНЛ/ Вторая лига | группа 3                    | 5 из 22  | 32 | 20 | 4 | 8  | 60-42  | 64 | 1/128                     | Соколов (15 голов)              |
| 2022/23 | Первенство ПФЛ/ Второй дивизион ФНЛ/ Вторая лига | группа 3                    | 14 из 24 | 34 | 14 | 9 | 11 | 45-36  | 51 | 3-й раунд пути регионов   | Агалаков (9 голов)              |
| 2023    | Вторая лига, дивизион «Б»                        | группа 3                    | 16 из 18 | 17 | 3  | 5 | 9  | 28-36  | 51 | 1-й раунд пути регионов   | Никифоров (8 голов)             |
| 2024    | Вторая лига, дивизион «Б»                        | группа 3                    | 11 из 15 | 28 | 9  | 4 | 15 | 24-38  | 31 | 1-й раунд пути регионов   | Бушуев (4 гола)                 |

1. 1 2  Первенство проходило в два этапа, на втором этапе учитывалась часть матчей первого этапа. Приведены суммарные показатели в сыгранных матчах.

Молодёжная команда в 2013—2019 годах участвовала в первенстве III дивизиона/ЛФЛ и кубке России среди ЛФК (зона «Москва»), также принимала участие в кубке России среди ЛФК и в 2011 году вместе с главной командой. В 2019 году в Четвёртом дивизионе — чемпионате Москвы и кубке ЛФК Москвы участвовала также команда «Строгино-2». С сезона-2020/21 команда «Строгино» участвует в молодёжном первенстве России (М-лиге). В сезоне 2024 в первенстве России среди ЛФК (чемпионат Москвы, дивизион «А») также участвует вернувшая в турнир любительская команда «Строгино».

## Достижения
ПФЛ (зона «Запад»)
- Бронзовый призёр: 2014/2015

Кубок России
- 1/64 финала (2): 2013/2014, 2022/2023

## Спортивная школа «Строгино»
В системе клуба «Строгино» при одноимёной спортивной школе (полное именование — Государственное бюджетное учреждение города Москвы "Футбольный клуб «Строгино» Департамента спорта и туризма города Москвы (ГБУ «ФК „Строгино“ Москомспорта»), ранее — СДЮСШОР № 94 «Рублёво» Департамента физической культуры и спорта города Москвы, ДЮСШ № 3 управления народного образования исполкома Красногвардейского райсовета) помимо профессиональной футбольной команды, команд ЮФЛ, молодёжных и детско-юношеских команд, имеются отделения большого футбола, мини-футбола, женского и пляжного футбола, команды различных возрастов, участвующих в соответствующих соревнованиях.